# Slivice
Slivice – wieś w Słowenii, w gminie Cerknica. W 2018 roku liczyła 182 mieszkańców.